# Basiliscus plumifrons
O basilisco verde (Basiliscus plumifrons) é um lagarto da família Corytophanidae que habita do México até o Equador. São onívoros e se alimentam de insetos, pequenos vertebrados, frutas e flores. Seus predadores naturais incluem aves de rapina, gambás e serpentes. Esse lagarto é um excelente nadador, pode permanecer embaixo d'água por até meia hora e possui, assim como outras espécies do gênero Basiliscus, a habilidade de correr sobre a água sem afundar.
É apelidado "Lagarto Jesus Cristo", pois é capaz de correr suficientemente rápido para ficar sobre água sem afundar.